# Алања Валсезија
Алања Валсезија (итал. Alagna Valsesia) је насеље у Италији у округу Верчели, региону Пијемонт.
Према процени из 2011. у насељу је живело 301 становника. Насеље се налази на надморској висини од 1170 м.

## Становништво
Према резултатима пописа становништва 2011. у општини је живело 420 становника.
| 1931. | 1936. | 1951. | 1961. | 1971. | 1981. | 1991. | 2001. | 2011. |
| ----- | ----- | ----- | ----- | ----- | ----- | ----- | ----- | ----- |
| 538   | 497   | 467   | 456   | 503   | 440   | 432   | 457   | 420   |